# Dark Castle Entertainment
Dark Castle Entertainment é uma divisão da Silver Pictures, uma produtora afiliada à Warner Bros., fundada em 1999 por Gilbert Adler, Joel Silver e Robert Zemeckis.

## História
O nome da empresa, Dark Castle, é uma homenagem a William Castle, cineasta do gênero de terror dos anos 1950 e 1960. Quando fundada, tinha como objetivo principal a produção de remakes de filmes de terror, muito semelhante à produtora Platinum Dunes. Após dois remakes, ela mudou seu foco para a produção de material original, começando assim, com o filme RocknRolla. Inicialmente seus filmes foram criticados, mas a empresa ganhou visibilidade após a produção de House of Wax (2005), Orphan, Splice e Unknown.

## Filmografia
Abaixo, os filmes produzidos pela Dark Castle Entertainment:
| Ano  | Filme                                                                      |
| ---- | -------------------------------------------------------------------------- |
| 1999 | House on Haunted Hill                                                      |
| 2001 | Thirteen Ghosts                                                            |
| 2002 | Ghost Ship                                                                 |
| 2003 | Gothika                                                                    |
| 2005 | House of Wax                                                               |
| 2007 | The Reaping Return to House on Haunted Hill                                |
| 2008 | RocknRolla                                                                 |
| 2009 | Echelon Conspiracy Orphan Whiteout The Hills Run Red Ninja Assassin Splice |
| 2010 | The Losers                                                                 |
| 2011 | Unknown                                                                    |
| 2012 | Dragon Eyes Stash House The Apparition Bullet to the Head The Factory      |
| 2013 | Getaway                                                                    |
| 2017 | Suburbicon                                                                 |
| 2021 | Seance                                                                     |
| 2022 | Orphan: First Kill                                                         |